# Division II i ishockey 1945-46
Division II 1945-46 var turneringen på næstbedste niveau i den svenske ishockeyliga i sæsonen 1945-46, og det var rækken femte sæson under navnet "Division II". Turneringen havde deltagelse af 41 hold, der spillede om fire oprykningspladser til Division I. Holdene var inddelt i syv puljer med fem eller seks hold i hver pulje. I hver pulje spillede holdene en dobbeltturnering alle-mod-alle, og de syv puljevindere gik videre til oprykningsspillet, hvor de spillede om de fire oprykningspladser.
Oprykningspladserne til Division I blev besat af følgende fire hold:
- Forshaga IF, der vandt Division II Vest, og som i oprykningsspillets gruppe 2 besejrede Hofors IK i den anden playoff-finale.
- UoIF Matteuspojkarna, der vandt Division II Syd, og som blev nr. 1 i oprykningsspillets gruppe 1.
- Västerås IK, der vandt Division II Västmanland, og som blev nr. 2 i oprykningsspillets gruppe 1.
- Åkers IF, der vandt Division II Södermanland, og som i oprykningsspillet gruppe 2 besejrede Forshaga IF i den første playoff-finale.

## Hold
Division II havde deltagelse af 41 klubber, hvilket var seks flere end i den foregående sæson. Blandt deltagerne var:
- 4 klubber, der var rykket ned fra Division I: IF Göta, Sandvikens IF, Skuru IK og Surahammars IF.
- 11 klubber, der var rykket op fra de regionale serier: BK Derby, Falu BS, Gävle Godtemplares IK, IFK Bofors, IFK Rättvik, IK Brage, IK Sturehov, Leksands IF, Lilljanshofs IF, Mora IK's andethold og Värtans IK.

Divisionen var siden den foregående sæson blevet udvidet fra seks til syv regionale puljer, og den nye pulje var Division II Dalarserien. I samme ombæring havde følgende hold skiftet Division II-pulje:
- Hofors IK blev flyttet fra Division II Nord til Division II Dalarserien.
- Djurgårdens IF blev flyttet fra Division II Syd til Division II Øst.
- BK Forward blev flyttet fra Division II Vest til Division II Västmanland.
- UoIF Matteuspojkarna blev flyttet fra Division II Øst til Division II Syd.

De syv puljer havde deltagelse af seks hold, bortset fra Division II Syd, der kun bestod af fem hold. I hver pulje spillede holdene en dobbeltturnering alle-mod-alle, og de syv puljevindere gik videre til oprykningsspillet om fire pladser i Division I.
| Hold                     | By               | Foregående sæson                 | Brynäs, Gefle, Gävle Godtemplare, Huge og Strömsbro Sandviken Falun Hofors Rättvik Brage Leksand Mora Forshaga Färjestad Göta Bofors Skived Skoghall Forward Arboga Sturehov Westmann. Surahammar Västerås Vesta Sirius Tumba Djurgården, IFK Stockholm, Lilljanshof, Matteuspojkarna, Reymersholm, Skuru, Värtan og Årsta Stallarholmen Åker Derby IFK Norrköping, Norrköpings AIS og IK Sleipner |
| Division II Nord         |                  |                                  | Brynäs, Gefle, Gävle Godtemplare, Huge og Strömsbro Sandviken Falun Hofors Rättvik Brage Leksand Mora Forshaga Färjestad Göta Bofors Skived Skoghall Forward Arboga Sturehov Westmann. Surahammar Västerås Vesta Sirius Tumba Djurgården, IFK Stockholm, Lilljanshof, Matteuspojkarna, Reymersholm, Skuru, Värtan og Årsta Stallarholmen Åker Derby IFK Norrköping, Norrköpings AIS og IK Sleipner |
| Brynäs IF                | Gävle            | Nr. 3 i Division II Nord         | Brynäs, Gefle, Gävle Godtemplare, Huge og Strömsbro Sandviken Falun Hofors Rättvik Brage Leksand Mora Forshaga Färjestad Göta Bofors Skived Skoghall Forward Arboga Sturehov Westmann. Surahammar Västerås Vesta Sirius Tumba Djurgården, IFK Stockholm, Lilljanshof, Matteuspojkarna, Reymersholm, Skuru, Värtan og Årsta Stallarholmen Åker Derby IFK Norrköping, Norrköpings AIS og IK Sleipner |
| Gefle IF                 | Gävle            | Nr. 5 i Division II Nord         | Brynäs, Gefle, Gävle Godtemplare, Huge og Strömsbro Sandviken Falun Hofors Rättvik Brage Leksand Mora Forshaga Färjestad Göta Bofors Skived Skoghall Forward Arboga Sturehov Westmann. Surahammar Västerås Vesta Sirius Tumba Djurgården, IFK Stockholm, Lilljanshof, Matteuspojkarna, Reymersholm, Skuru, Värtan og Årsta Stallarholmen Åker Derby IFK Norrköping, Norrköpings AIS og IK Sleipner |
| Gävle Godtemplares IK    | Gävle            | Regional serie                   | Brynäs, Gefle, Gävle Godtemplare, Huge og Strömsbro Sandviken Falun Hofors Rättvik Brage Leksand Mora Forshaga Färjestad Göta Bofors Skived Skoghall Forward Arboga Sturehov Westmann. Surahammar Västerås Vesta Sirius Tumba Djurgården, IFK Stockholm, Lilljanshof, Matteuspojkarna, Reymersholm, Skuru, Värtan og Årsta Stallarholmen Åker Derby IFK Norrköping, Norrköpings AIS og IK Sleipner |
| IK Huge                  | Gävle            | Nr. 2 i Division II Nord         | Brynäs, Gefle, Gävle Godtemplare, Huge og Strömsbro Sandviken Falun Hofors Rättvik Brage Leksand Mora Forshaga Färjestad Göta Bofors Skived Skoghall Forward Arboga Sturehov Westmann. Surahammar Västerås Vesta Sirius Tumba Djurgården, IFK Stockholm, Lilljanshof, Matteuspojkarna, Reymersholm, Skuru, Värtan og Årsta Stallarholmen Åker Derby IFK Norrköping, Norrköpings AIS og IK Sleipner |
| Sandvikens IF            | Sandviken        | Nr. 5 i Division I Nord          | Brynäs, Gefle, Gävle Godtemplare, Huge og Strömsbro Sandviken Falun Hofors Rättvik Brage Leksand Mora Forshaga Färjestad Göta Bofors Skived Skoghall Forward Arboga Sturehov Westmann. Surahammar Västerås Vesta Sirius Tumba Djurgården, IFK Stockholm, Lilljanshof, Matteuspojkarna, Reymersholm, Skuru, Värtan og Årsta Stallarholmen Åker Derby IFK Norrköping, Norrköpings AIS og IK Sleipner |
| Strömsbro IF             | Gävle            | Nr. 4 i Division II Nord         | Brynäs, Gefle, Gävle Godtemplare, Huge og Strömsbro Sandviken Falun Hofors Rättvik Brage Leksand Mora Forshaga Färjestad Göta Bofors Skived Skoghall Forward Arboga Sturehov Westmann. Surahammar Västerås Vesta Sirius Tumba Djurgården, IFK Stockholm, Lilljanshof, Matteuspojkarna, Reymersholm, Skuru, Värtan og Årsta Stallarholmen Åker Derby IFK Norrköping, Norrköpings AIS og IK Sleipner |
| Division II Dalarserien  |                  |                                  | Brynäs, Gefle, Gävle Godtemplare, Huge og Strömsbro Sandviken Falun Hofors Rättvik Brage Leksand Mora Forshaga Färjestad Göta Bofors Skived Skoghall Forward Arboga Sturehov Westmann. Surahammar Västerås Vesta Sirius Tumba Djurgården, IFK Stockholm, Lilljanshof, Matteuspojkarna, Reymersholm, Skuru, Värtan og Årsta Stallarholmen Åker Derby IFK Norrköping, Norrköpings AIS og IK Sleipner |
| Falu BS                  | Falun            | Regional serie                   | Brynäs, Gefle, Gävle Godtemplare, Huge og Strömsbro Sandviken Falun Hofors Rättvik Brage Leksand Mora Forshaga Färjestad Göta Bofors Skived Skoghall Forward Arboga Sturehov Westmann. Surahammar Västerås Vesta Sirius Tumba Djurgården, IFK Stockholm, Lilljanshof, Matteuspojkarna, Reymersholm, Skuru, Värtan og Årsta Stallarholmen Åker Derby IFK Norrköping, Norrköpings AIS og IK Sleipner |
| Hofors IK                | Hofors           | Nr. 6 i Division II Nord         | Brynäs, Gefle, Gävle Godtemplare, Huge og Strömsbro Sandviken Falun Hofors Rättvik Brage Leksand Mora Forshaga Färjestad Göta Bofors Skived Skoghall Forward Arboga Sturehov Westmann. Surahammar Västerås Vesta Sirius Tumba Djurgården, IFK Stockholm, Lilljanshof, Matteuspojkarna, Reymersholm, Skuru, Värtan og Årsta Stallarholmen Åker Derby IFK Norrköping, Norrköpings AIS og IK Sleipner |
| IFK Rättvik              | Rättvik          | Regional serie                   | Brynäs, Gefle, Gävle Godtemplare, Huge og Strömsbro Sandviken Falun Hofors Rättvik Brage Leksand Mora Forshaga Färjestad Göta Bofors Skived Skoghall Forward Arboga Sturehov Westmann. Surahammar Västerås Vesta Sirius Tumba Djurgården, IFK Stockholm, Lilljanshof, Matteuspojkarna, Reymersholm, Skuru, Värtan og Årsta Stallarholmen Åker Derby IFK Norrköping, Norrköpings AIS og IK Sleipner |
| IK Brage                 | Borlänge         | Regional serie                   | Brynäs, Gefle, Gävle Godtemplare, Huge og Strömsbro Sandviken Falun Hofors Rättvik Brage Leksand Mora Forshaga Färjestad Göta Bofors Skived Skoghall Forward Arboga Sturehov Westmann. Surahammar Västerås Vesta Sirius Tumba Djurgården, IFK Stockholm, Lilljanshof, Matteuspojkarna, Reymersholm, Skuru, Värtan og Årsta Stallarholmen Åker Derby IFK Norrköping, Norrköpings AIS og IK Sleipner |
| Leksands IF              | Leksand          | Regional serie                   | Brynäs, Gefle, Gävle Godtemplare, Huge og Strömsbro Sandviken Falun Hofors Rättvik Brage Leksand Mora Forshaga Färjestad Göta Bofors Skived Skoghall Forward Arboga Sturehov Westmann. Surahammar Västerås Vesta Sirius Tumba Djurgården, IFK Stockholm, Lilljanshof, Matteuspojkarna, Reymersholm, Skuru, Värtan og Årsta Stallarholmen Åker Derby IFK Norrköping, Norrköpings AIS og IK Sleipner |
| Mora IK 2                | Mora             | Regional serie                   | Brynäs, Gefle, Gävle Godtemplare, Huge og Strömsbro Sandviken Falun Hofors Rättvik Brage Leksand Mora Forshaga Färjestad Göta Bofors Skived Skoghall Forward Arboga Sturehov Westmann. Surahammar Västerås Vesta Sirius Tumba Djurgården, IFK Stockholm, Lilljanshof, Matteuspojkarna, Reymersholm, Skuru, Värtan og Årsta Stallarholmen Åker Derby IFK Norrköping, Norrköpings AIS og IK Sleipner |
| Division II Vest         |                  |                                  | Brynäs, Gefle, Gävle Godtemplare, Huge og Strömsbro Sandviken Falun Hofors Rättvik Brage Leksand Mora Forshaga Färjestad Göta Bofors Skived Skoghall Forward Arboga Sturehov Westmann. Surahammar Västerås Vesta Sirius Tumba Djurgården, IFK Stockholm, Lilljanshof, Matteuspojkarna, Reymersholm, Skuru, Värtan og Årsta Stallarholmen Åker Derby IFK Norrköping, Norrköpings AIS og IK Sleipner |
| Forshaga IF              | Forshaga         | Nr. 1 i Division II Vest         | Brynäs, Gefle, Gävle Godtemplare, Huge og Strömsbro Sandviken Falun Hofors Rättvik Brage Leksand Mora Forshaga Färjestad Göta Bofors Skived Skoghall Forward Arboga Sturehov Westmann. Surahammar Västerås Vesta Sirius Tumba Djurgården, IFK Stockholm, Lilljanshof, Matteuspojkarna, Reymersholm, Skuru, Värtan og Årsta Stallarholmen Åker Derby IFK Norrköping, Norrköpings AIS og IK Sleipner |
| Färjestads BK            | Karlstad         | Nr. 3 i Division II Vest         | Brynäs, Gefle, Gävle Godtemplare, Huge og Strömsbro Sandviken Falun Hofors Rättvik Brage Leksand Mora Forshaga Färjestad Göta Bofors Skived Skoghall Forward Arboga Sturehov Westmann. Surahammar Västerås Vesta Sirius Tumba Djurgården, IFK Stockholm, Lilljanshof, Matteuspojkarna, Reymersholm, Skuru, Värtan og Årsta Stallarholmen Åker Derby IFK Norrköping, Norrköpings AIS og IK Sleipner |
| IF Göta                  | Karlstad         | Nr. 6 i Division I Syd           | Brynäs, Gefle, Gävle Godtemplare, Huge og Strömsbro Sandviken Falun Hofors Rättvik Brage Leksand Mora Forshaga Färjestad Göta Bofors Skived Skoghall Forward Arboga Sturehov Westmann. Surahammar Västerås Vesta Sirius Tumba Djurgården, IFK Stockholm, Lilljanshof, Matteuspojkarna, Reymersholm, Skuru, Värtan og Årsta Stallarholmen Åker Derby IFK Norrköping, Norrköpings AIS og IK Sleipner |
| IFK Bofors               | Karlskoga        | Regional serie                   | Brynäs, Gefle, Gävle Godtemplare, Huge og Strömsbro Sandviken Falun Hofors Rättvik Brage Leksand Mora Forshaga Färjestad Göta Bofors Skived Skoghall Forward Arboga Sturehov Westmann. Surahammar Västerås Vesta Sirius Tumba Djurgården, IFK Stockholm, Lilljanshof, Matteuspojkarna, Reymersholm, Skuru, Värtan og Årsta Stallarholmen Åker Derby IFK Norrköping, Norrköpings AIS og IK Sleipner |
| Skiveds IF               | Forshaga         | Nr. 4 i Division II Vest         | Brynäs, Gefle, Gävle Godtemplare, Huge og Strömsbro Sandviken Falun Hofors Rättvik Brage Leksand Mora Forshaga Färjestad Göta Bofors Skived Skoghall Forward Arboga Sturehov Westmann. Surahammar Västerås Vesta Sirius Tumba Djurgården, IFK Stockholm, Lilljanshof, Matteuspojkarna, Reymersholm, Skuru, Värtan og Årsta Stallarholmen Åker Derby IFK Norrköping, Norrköpings AIS og IK Sleipner |
| Skoghalls IF             | Skoghall         | Nr. 2 i Division II Vest         | Brynäs, Gefle, Gävle Godtemplare, Huge og Strömsbro Sandviken Falun Hofors Rättvik Brage Leksand Mora Forshaga Färjestad Göta Bofors Skived Skoghall Forward Arboga Sturehov Westmann. Surahammar Västerås Vesta Sirius Tumba Djurgården, IFK Stockholm, Lilljanshof, Matteuspojkarna, Reymersholm, Skuru, Värtan og Årsta Stallarholmen Åker Derby IFK Norrköping, Norrköpings AIS og IK Sleipner |
| Division II Västmanland  |                  |                                  | Brynäs, Gefle, Gävle Godtemplare, Huge og Strömsbro Sandviken Falun Hofors Rättvik Brage Leksand Mora Forshaga Färjestad Göta Bofors Skived Skoghall Forward Arboga Sturehov Westmann. Surahammar Västerås Vesta Sirius Tumba Djurgården, IFK Stockholm, Lilljanshof, Matteuspojkarna, Reymersholm, Skuru, Värtan og Årsta Stallarholmen Åker Derby IFK Norrköping, Norrköpings AIS og IK Sleipner |
| BK Forward               | Örebro           | Nr. 5 i Division II Vest         | Brynäs, Gefle, Gävle Godtemplare, Huge og Strömsbro Sandviken Falun Hofors Rättvik Brage Leksand Mora Forshaga Färjestad Göta Bofors Skived Skoghall Forward Arboga Sturehov Westmann. Surahammar Västerås Vesta Sirius Tumba Djurgården, IFK Stockholm, Lilljanshof, Matteuspojkarna, Reymersholm, Skuru, Värtan og Årsta Stallarholmen Åker Derby IFK Norrköping, Norrköpings AIS og IK Sleipner |
| IFK Arboga               | Arboga           | Nr. 5 i Division II Västmanland  | Brynäs, Gefle, Gävle Godtemplare, Huge og Strömsbro Sandviken Falun Hofors Rättvik Brage Leksand Mora Forshaga Färjestad Göta Bofors Skived Skoghall Forward Arboga Sturehov Westmann. Surahammar Västerås Vesta Sirius Tumba Djurgården, IFK Stockholm, Lilljanshof, Matteuspojkarna, Reymersholm, Skuru, Värtan og Årsta Stallarholmen Åker Derby IFK Norrköping, Norrköpings AIS og IK Sleipner |
| IK Sturehov              | Örebro           | Regional serie                   | Brynäs, Gefle, Gävle Godtemplare, Huge og Strömsbro Sandviken Falun Hofors Rättvik Brage Leksand Mora Forshaga Färjestad Göta Bofors Skived Skoghall Forward Arboga Sturehov Westmann. Surahammar Västerås Vesta Sirius Tumba Djurgården, IFK Stockholm, Lilljanshof, Matteuspojkarna, Reymersholm, Skuru, Värtan og Årsta Stallarholmen Åker Derby IFK Norrköping, Norrköpings AIS og IK Sleipner |
| IK Westmannia            | Köping           | Nr. 4 i Division II Västmanland  | Brynäs, Gefle, Gävle Godtemplare, Huge og Strömsbro Sandviken Falun Hofors Rättvik Brage Leksand Mora Forshaga Färjestad Göta Bofors Skived Skoghall Forward Arboga Sturehov Westmann. Surahammar Västerås Vesta Sirius Tumba Djurgården, IFK Stockholm, Lilljanshof, Matteuspojkarna, Reymersholm, Skuru, Värtan og Årsta Stallarholmen Åker Derby IFK Norrköping, Norrköpings AIS og IK Sleipner |
| Surahammars IF           | Surahammar       | Nr. 6 i Division I Nord          | Brynäs, Gefle, Gävle Godtemplare, Huge og Strömsbro Sandviken Falun Hofors Rättvik Brage Leksand Mora Forshaga Färjestad Göta Bofors Skived Skoghall Forward Arboga Sturehov Westmann. Surahammar Västerås Vesta Sirius Tumba Djurgården, IFK Stockholm, Lilljanshof, Matteuspojkarna, Reymersholm, Skuru, Värtan og Årsta Stallarholmen Åker Derby IFK Norrköping, Norrköpings AIS og IK Sleipner |
| Västerås IK              | Västerås         | Nr. 2 i Division II Västmanland  | Brynäs, Gefle, Gävle Godtemplare, Huge og Strömsbro Sandviken Falun Hofors Rättvik Brage Leksand Mora Forshaga Färjestad Göta Bofors Skived Skoghall Forward Arboga Sturehov Westmann. Surahammar Västerås Vesta Sirius Tumba Djurgården, IFK Stockholm, Lilljanshof, Matteuspojkarna, Reymersholm, Skuru, Värtan og Årsta Stallarholmen Åker Derby IFK Norrköping, Norrköpings AIS og IK Sleipner |
| Division II Øst          |                  |                                  | Brynäs, Gefle, Gävle Godtemplare, Huge og Strömsbro Sandviken Falun Hofors Rättvik Brage Leksand Mora Forshaga Färjestad Göta Bofors Skived Skoghall Forward Arboga Sturehov Westmann. Surahammar Västerås Vesta Sirius Tumba Djurgården, IFK Stockholm, Lilljanshof, Matteuspojkarna, Reymersholm, Skuru, Värtan og Årsta Stallarholmen Åker Derby IFK Norrköping, Norrköpings AIS og IK Sleipner |
| Djurgårdens IF           | Stockholm        | Nr. 2 i Division II Syd          | Brynäs, Gefle, Gävle Godtemplare, Huge og Strömsbro Sandviken Falun Hofors Rättvik Brage Leksand Mora Forshaga Färjestad Göta Bofors Skived Skoghall Forward Arboga Sturehov Westmann. Surahammar Västerås Vesta Sirius Tumba Djurgården, IFK Stockholm, Lilljanshof, Matteuspojkarna, Reymersholm, Skuru, Värtan og Årsta Stallarholmen Åker Derby IFK Norrköping, Norrköpings AIS og IK Sleipner |
| IF Vesta                 | Uppsala          | Nr. 5 i Division II Øst          | Brynäs, Gefle, Gävle Godtemplare, Huge og Strömsbro Sandviken Falun Hofors Rättvik Brage Leksand Mora Forshaga Färjestad Göta Bofors Skived Skoghall Forward Arboga Sturehov Westmann. Surahammar Västerås Vesta Sirius Tumba Djurgården, IFK Stockholm, Lilljanshof, Matteuspojkarna, Reymersholm, Skuru, Värtan og Årsta Stallarholmen Åker Derby IFK Norrköping, Norrköpings AIS og IK Sleipner |
| IFK Stockholm            | Stockholm        | Nr. 3 i Division II Øst          | Brynäs, Gefle, Gävle Godtemplare, Huge og Strömsbro Sandviken Falun Hofors Rättvik Brage Leksand Mora Forshaga Färjestad Göta Bofors Skived Skoghall Forward Arboga Sturehov Westmann. Surahammar Västerås Vesta Sirius Tumba Djurgården, IFK Stockholm, Lilljanshof, Matteuspojkarna, Reymersholm, Skuru, Värtan og Årsta Stallarholmen Åker Derby IFK Norrköping, Norrköpings AIS og IK Sleipner |
| IK Sirius                | Uppsala          | Nr. 6 i Division II Øst          | Brynäs, Gefle, Gävle Godtemplare, Huge og Strömsbro Sandviken Falun Hofors Rättvik Brage Leksand Mora Forshaga Färjestad Göta Bofors Skived Skoghall Forward Arboga Sturehov Westmann. Surahammar Västerås Vesta Sirius Tumba Djurgården, IFK Stockholm, Lilljanshof, Matteuspojkarna, Reymersholm, Skuru, Värtan og Årsta Stallarholmen Åker Derby IFK Norrköping, Norrköpings AIS og IK Sleipner |
| Reymersholms IK          | Stockholm        | Nr. 2 i Division II Øst          | Brynäs, Gefle, Gävle Godtemplare, Huge og Strömsbro Sandviken Falun Hofors Rättvik Brage Leksand Mora Forshaga Färjestad Göta Bofors Skived Skoghall Forward Arboga Sturehov Westmann. Surahammar Västerås Vesta Sirius Tumba Djurgården, IFK Stockholm, Lilljanshof, Matteuspojkarna, Reymersholm, Skuru, Värtan og Årsta Stallarholmen Åker Derby IFK Norrköping, Norrköpings AIS og IK Sleipner |
| Årsta SK                 | Stockholm        | Nr. 4 i Division II Øst          | Brynäs, Gefle, Gävle Godtemplare, Huge og Strömsbro Sandviken Falun Hofors Rättvik Brage Leksand Mora Forshaga Färjestad Göta Bofors Skived Skoghall Forward Arboga Sturehov Westmann. Surahammar Västerås Vesta Sirius Tumba Djurgården, IFK Stockholm, Lilljanshof, Matteuspojkarna, Reymersholm, Skuru, Värtan og Årsta Stallarholmen Åker Derby IFK Norrköping, Norrköpings AIS og IK Sleipner |
| Division II Södermanland |                  |                                  | Brynäs, Gefle, Gävle Godtemplare, Huge og Strömsbro Sandviken Falun Hofors Rättvik Brage Leksand Mora Forshaga Färjestad Göta Bofors Skived Skoghall Forward Arboga Sturehov Westmann. Surahammar Västerås Vesta Sirius Tumba Djurgården, IFK Stockholm, Lilljanshof, Matteuspojkarna, Reymersholm, Skuru, Värtan og Årsta Stallarholmen Åker Derby IFK Norrköping, Norrköpings AIS og IK Sleipner |
| IFK Tumba                | Tumba            | Nr. 2 i Division II Södermanland | Brynäs, Gefle, Gävle Godtemplare, Huge og Strömsbro Sandviken Falun Hofors Rättvik Brage Leksand Mora Forshaga Färjestad Göta Bofors Skived Skoghall Forward Arboga Sturehov Westmann. Surahammar Västerås Vesta Sirius Tumba Djurgården, IFK Stockholm, Lilljanshof, Matteuspojkarna, Reymersholm, Skuru, Värtan og Årsta Stallarholmen Åker Derby IFK Norrköping, Norrköpings AIS og IK Sleipner |
| Lilljanshofs IF          | Stockholm        | Regional serie                   | Brynäs, Gefle, Gävle Godtemplare, Huge og Strömsbro Sandviken Falun Hofors Rättvik Brage Leksand Mora Forshaga Färjestad Göta Bofors Skived Skoghall Forward Arboga Sturehov Westmann. Surahammar Västerås Vesta Sirius Tumba Djurgården, IFK Stockholm, Lilljanshof, Matteuspojkarna, Reymersholm, Skuru, Värtan og Årsta Stallarholmen Åker Derby IFK Norrköping, Norrköpings AIS og IK Sleipner |
| Skuru IK                 | Stockholm        | Nr. 5 i Division I Syd           | Brynäs, Gefle, Gävle Godtemplare, Huge og Strömsbro Sandviken Falun Hofors Rättvik Brage Leksand Mora Forshaga Färjestad Göta Bofors Skived Skoghall Forward Arboga Sturehov Westmann. Surahammar Västerås Vesta Sirius Tumba Djurgården, IFK Stockholm, Lilljanshof, Matteuspojkarna, Reymersholm, Skuru, Värtan og Årsta Stallarholmen Åker Derby IFK Norrköping, Norrköpings AIS og IK Sleipner |
| Stallarholmens SK        | Stallarholmen    | Nr. 5 i Division II Södermanland | Brynäs, Gefle, Gävle Godtemplare, Huge og Strömsbro Sandviken Falun Hofors Rättvik Brage Leksand Mora Forshaga Färjestad Göta Bofors Skived Skoghall Forward Arboga Sturehov Westmann. Surahammar Västerås Vesta Sirius Tumba Djurgården, IFK Stockholm, Lilljanshof, Matteuspojkarna, Reymersholm, Skuru, Värtan og Årsta Stallarholmen Åker Derby IFK Norrköping, Norrköpings AIS og IK Sleipner |
| Värtans IK               | Stockholm        | Regional serie                   | Brynäs, Gefle, Gävle Godtemplare, Huge og Strömsbro Sandviken Falun Hofors Rättvik Brage Leksand Mora Forshaga Färjestad Göta Bofors Skived Skoghall Forward Arboga Sturehov Westmann. Surahammar Västerås Vesta Sirius Tumba Djurgården, IFK Stockholm, Lilljanshof, Matteuspojkarna, Reymersholm, Skuru, Värtan og Årsta Stallarholmen Åker Derby IFK Norrköping, Norrköpings AIS og IK Sleipner |
| Åkers IF                 | Åkers styckebruk | Nr. 3 i Division II Södermanland | Brynäs, Gefle, Gävle Godtemplare, Huge og Strömsbro Sandviken Falun Hofors Rättvik Brage Leksand Mora Forshaga Färjestad Göta Bofors Skived Skoghall Forward Arboga Sturehov Westmann. Surahammar Västerås Vesta Sirius Tumba Djurgården, IFK Stockholm, Lilljanshof, Matteuspojkarna, Reymersholm, Skuru, Värtan og Årsta Stallarholmen Åker Derby IFK Norrköping, Norrköpings AIS og IK Sleipner |
| Division II Syd          |                  |                                  | Brynäs, Gefle, Gävle Godtemplare, Huge og Strömsbro Sandviken Falun Hofors Rättvik Brage Leksand Mora Forshaga Färjestad Göta Bofors Skived Skoghall Forward Arboga Sturehov Westmann. Surahammar Västerås Vesta Sirius Tumba Djurgården, IFK Stockholm, Lilljanshof, Matteuspojkarna, Reymersholm, Skuru, Värtan og Årsta Stallarholmen Åker Derby IFK Norrköping, Norrköpings AIS og IK Sleipner |
| BK Derby                 | Linköping        | Regional serie                   | Brynäs, Gefle, Gävle Godtemplare, Huge og Strömsbro Sandviken Falun Hofors Rättvik Brage Leksand Mora Forshaga Färjestad Göta Bofors Skived Skoghall Forward Arboga Sturehov Westmann. Surahammar Västerås Vesta Sirius Tumba Djurgården, IFK Stockholm, Lilljanshof, Matteuspojkarna, Reymersholm, Skuru, Värtan og Årsta Stallarholmen Åker Derby IFK Norrköping, Norrköpings AIS og IK Sleipner |
| IFK Norrköping           | Norrköping       | Nr. 3 i Division II Syd          | Brynäs, Gefle, Gävle Godtemplare, Huge og Strömsbro Sandviken Falun Hofors Rättvik Brage Leksand Mora Forshaga Färjestad Göta Bofors Skived Skoghall Forward Arboga Sturehov Westmann. Surahammar Västerås Vesta Sirius Tumba Djurgården, IFK Stockholm, Lilljanshof, Matteuspojkarna, Reymersholm, Skuru, Värtan og Årsta Stallarholmen Åker Derby IFK Norrköping, Norrköpings AIS og IK Sleipner |
| IK Sleipner              | Norrköping       | Nr. 5 i Division II Syd          | Brynäs, Gefle, Gävle Godtemplare, Huge og Strömsbro Sandviken Falun Hofors Rättvik Brage Leksand Mora Forshaga Färjestad Göta Bofors Skived Skoghall Forward Arboga Sturehov Westmann. Surahammar Västerås Vesta Sirius Tumba Djurgården, IFK Stockholm, Lilljanshof, Matteuspojkarna, Reymersholm, Skuru, Värtan og Årsta Stallarholmen Åker Derby IFK Norrköping, Norrköpings AIS og IK Sleipner |
| Norrköpings AIS          | Norrköping       | Nr. 4 i Division II Syd          | Brynäs, Gefle, Gävle Godtemplare, Huge og Strömsbro Sandviken Falun Hofors Rättvik Brage Leksand Mora Forshaga Färjestad Göta Bofors Skived Skoghall Forward Arboga Sturehov Westmann. Surahammar Västerås Vesta Sirius Tumba Djurgården, IFK Stockholm, Lilljanshof, Matteuspojkarna, Reymersholm, Skuru, Värtan og Årsta Stallarholmen Åker Derby IFK Norrköping, Norrköpings AIS og IK Sleipner |
| UoIF Matteuspojkarna     | Stockholm        | Nr. 1 i Division II Øst          | Brynäs, Gefle, Gävle Godtemplare, Huge og Strömsbro Sandviken Falun Hofors Rättvik Brage Leksand Mora Forshaga Färjestad Göta Bofors Skived Skoghall Forward Arboga Sturehov Westmann. Surahammar Västerås Vesta Sirius Tumba Djurgården, IFK Stockholm, Lilljanshof, Matteuspojkarna, Reymersholm, Skuru, Värtan og Årsta Stallarholmen Åker Derby IFK Norrköping, Norrköpings AIS og IK Sleipner |

## Puljer

### Division II Nord
| \| Nr \| Hold \| K \| V \| U \| T \| Mf \| \| Mi \| +/- \| P \| \| -- \| ------------------------- \| -- \| - \| - \| - \| -- \| - \| -- \| --- \| ---------------- \| \| 1 \| Brynäs IF \| 10 \| 7 \| 0 \| 3 \| 47 \| – \| 24 \| +23 \| 14Oprykningsspil \| \| 2 \| Sandvikens IF (N) \| 10 \| 7 \| 0 \| 3 \| 59 \| – \| 40 \| +19 \| 14 \| \| 3 \| Gävle Godtemplares IK (O) \| 10 \| 7 \| 0 \| 3 \| 54 \| – \| 41 \| +13 \| 14 \| \| 4 \| IK Huge \| 10 \| 6 \| 1 \| 3 \| 37 \| – \| 37 \| 0 \| 13 \| \| 5 \| Gefle IF \| 10 \| 1 \| 1 \| 8 \| 38 \| – \| 72 \| −34 \| 3 \| \| 6 \| Strömsbro IF \| 10 \| 1 \| 0 \| 9 \| 31 \| – \| 52 \| −21 \| 2 \| K: Kampe spillet, V: Vundne kampe, U: Uafgjorte kampe, T: Tabte kampe, Mf: Mål for, Mi: Mål imod, +/-: Måldifference, P: Point |                           |    |   |   |   |    |   |    |     |                  |
| Nr | Hold                      | K  | V | U | T | Mf |   | Mi | +/- | P                |
| 1 | Brynäs IF                 | 10 | 7 | 0 | 3 | 47 | – | 24 | +23 | 14Oprykningsspil |
| 2 | Sandvikens IF (N)         | 10 | 7 | 0 | 3 | 59 | – | 40 | +19 | 14               |
| 3 | Gävle Godtemplares IK (O) | 10 | 7 | 0 | 3 | 54 | – | 41 | +13 | 14               |
| 4 | IK Huge                   | 10 | 6 | 1 | 3 | 37 | – | 37 | 0   | 13               |
| 5 | Gefle IF                  | 10 | 1 | 1 | 8 | 38 | – | 72 | −34 | 3                |
| 6 | Strömsbro IF              | 10 | 1 | 0 | 9 | 31 | – | 52 | −21 | 2                |

### Division II Dalarserien
| \| Nr \| Hold \| K \| V \| U \| T \| Mf \| \| Mi \| +/- \| P \| \| -- \| --------------- \| -- \| - \| - \| - \| -- \| - \| -- \| --- \| ---------------- \| \| 1 \| Hofors IK \| 10 \| 6 \| 2 \| 2 \| 41 \| – \| 28 \| +13 \| 14Oprykningsspil \| \| 2 \| Leksands IF (O) \| 10 \| 6 \| 1 \| 3 \| 42 \| – \| 32 \| +10 \| 13 \| \| 3 \| IK Brage (O) \| 10 \| 5 \| 1 \| 4 \| 28 \| – \| 26 \| +2 \| 11 \| \| 4 \| Mora IK 2 (O) \| 10 \| 4 \| 1 \| 5 \| 22 \| – \| 32 \| −10 \| 9 \| \| 5 \| Falu BS (O) \| 10 \| 3 \| 1 \| 6 \| 26 \| – \| 40 \| −14 \| 7 \| \| 6 \| IFK Rättvik (O) \| 10 \| 2 \| 2 \| 6 \| 32 \| – \| 33 \| −1 \| 6 \| K: Kampe spillet, V: Vundne kampe, U: Uafgjorte kampe, T: Tabte kampe, Mf: Mål for, Mi: Mål imod, +/-: Måldifference, P: Point |                 |    |   |   |   |    |   |    |     |                  |
| Nr | Hold            | K  | V | U | T | Mf |   | Mi | +/- | P                |
| 1 | Hofors IK       | 10 | 6 | 2 | 2 | 41 | – | 28 | +13 | 14Oprykningsspil |
| 2 | Leksands IF (O) | 10 | 6 | 1 | 3 | 42 | – | 32 | +10 | 13               |
| 3 | IK Brage (O)    | 10 | 5 | 1 | 4 | 28 | – | 26 | +2  | 11               |
| 4 | Mora IK 2 (O)   | 10 | 4 | 1 | 5 | 22 | – | 32 | −10 | 9                |
| 5 | Falu BS (O)     | 10 | 3 | 1 | 6 | 26 | – | 40 | −14 | 7                |
| 6 | IFK Rättvik (O) | 10 | 2 | 2 | 6 | 32 | – | 33 | −1  | 6                |

### Division II Vest
| \| Nr \| Hold \| K \| V \| U \| T \| Mf \| \| Mi \| +/- \| P \| \| -- \| -------------- \| -- \| - \| - \| - \| -- \| - \| -- \| --- \| -------------------------------------- \| \| 1 \| Forshaga IF \| 10 \| 8 \| 2 \| 0 \| 62 \| – \| 23 \| +39 \| 18Oprykningsspil \| \| 2 \| IF Göta (N) \| 10 \| 6 \| 1 \| 3 \| 47 \| – \| 40 \| +7 \| 13 \| \| 3 \| IFK Bofors (O) \| 10 \| 5 \| 0 \| 5 \| 36 \| – \| 33 \| +3 \| 10 \| \| 4 \| Färjestads BK \| 10 \| 3 \| 1 \| 6 \| 27 \| – \| 38 \| −11 \| 7 \| \| 5 \| Skiveds IF \| 10 \| 3 \| 0 \| 7 \| 28 \| – \| 44 \| −16 \| 6 \| \| 6 \| Skoghalls IF \| 10 \| 3 \| 0 \| 7 \| 28 \| – \| 50 \| −22 \| 6Nedrykning til regional serie 1946-47 \| K: Kampe spillet, V: Vundne kampe, U: Uafgjorte kampe, T: Tabte kampe, Mf: Mål for, Mi: Mål imod, +/-: Måldifference, P: Point |                |    |   |   |   |    |   |    |     |                                        |
| Nr | Hold           | K  | V | U | T | Mf |   | Mi | +/- | P                                      |
| 1 | Forshaga IF    | 10 | 8 | 2 | 0 | 62 | – | 23 | +39 | 18Oprykningsspil                       |
| 2 | IF Göta (N)    | 10 | 6 | 1 | 3 | 47 | – | 40 | +7  | 13                                     |
| 3 | IFK Bofors (O) | 10 | 5 | 0 | 5 | 36 | – | 33 | +3  | 10                                     |
| 4 | Färjestads BK  | 10 | 3 | 1 | 6 | 27 | – | 38 | −11 | 7                                      |
| 5 | Skiveds IF     | 10 | 3 | 0 | 7 | 28 | – | 44 | −16 | 6                                      |
| 6 | Skoghalls IF   | 10 | 3 | 0 | 7 | 28 | – | 50 | −22 | 6Nedrykning til regional serie 1946-47 |

### Division II Västmanland
| \| Nr \| Hold \| K \| V \| U \| T \| Mf \| \| Mi \| +/- \| P \| \| -- \| ------------------ \| -- \| - \| - \| - \| -- \| - \| -- \| --- \| -------------------------------------- \| \| 1 \| Västerås IK \| 10 \| 9 \| 0 \| 1 \| 83 \| – \| 21 \| +62 \| 18Oprykningsspil \| \| 2 \| Surahammars IF (N) \| 10 \| 9 \| 0 \| 1 \| 78 \| – \| 19 \| +59 \| 18 \| \| 3 \| BK Forward \| 10 \| 5 \| 0 \| 5 \| 37 \| – \| 33 \| +4 \| 10 \| \| 4 \| IK Westmannia \| 10 \| 4 \| 0 \| 6 \| 44 \| – \| 47 \| −3 \| 8 \| \| 5 \| IFK Arboga \| 10 \| 2 \| 0 \| 8 \| 22 \| – \| 93 \| −71 \| 4 \| \| 6 \| IK Sturehov (O) \| 10 \| 1 \| 0 \| 9 \| 26 \| – \| 77 \| −51 \| 2Nedrykning til regional serie 1946-47 \| K: Kampe spillet, V: Vundne kampe, U: Uafgjorte kampe, T: Tabte kampe, Mf: Mål for, Mi: Mål imod, +/-: Måldifference, P: Point |                    |    |   |   |   |    |   |    |     |                                        |
| Nr | Hold               | K  | V | U | T | Mf |   | Mi | +/- | P                                      |
| 1 | Västerås IK        | 10 | 9 | 0 | 1 | 83 | – | 21 | +62 | 18Oprykningsspil                       |
| 2 | Surahammars IF (N) | 10 | 9 | 0 | 1 | 78 | – | 19 | +59 | 18                                     |
| 3 | BK Forward         | 10 | 5 | 0 | 5 | 37 | – | 33 | +4  | 10                                     |
| 4 | IK Westmannia      | 10 | 4 | 0 | 6 | 44 | – | 47 | −3  | 8                                      |
| 5 | IFK Arboga         | 10 | 2 | 0 | 8 | 22 | – | 93 | −71 | 4                                      |
| 6 | IK Sturehov (O)    | 10 | 1 | 0 | 9 | 26 | – | 77 | −51 | 2Nedrykning til regional serie 1946-47 |

### Division II Øst
| \| Nr \| Hold \| K \| V \| U \| T \| Mf \| \| Mi \| +/- \| P \| \| -- \| --------------- \| -- \| - \| - \| -- \| -- \| - \| -- \| --- \| -------------------------------------- \| \| 1 \| IFK Stockholm \| 10 \| 9 \| 0 \| 1 \| 62 \| – \| 21 \| +41 \| 18Oprykningsspil \| \| 2 \| IK Sirius \| 10 \| 8 \| 0 \| 2 \| 50 \| – \| 29 \| +21 \| 16 \| \| 3 \| Årsta SK \| 10 \| 7 \| 0 \| 3 \| 70 \| – \| 34 \| +36 \| 14 \| \| 4 \| Reymersholms IK \| 10 \| 4 \| 0 \| 6 \| 54 \| – \| 62 \| −8 \| 8 \| \| 5 \| Djurgårdens IF \| 10 \| 2 \| 0 \| 8 \| 36 \| – \| 78 \| −42 \| 4 \| \| 6 \| IF Vesta \| 10 \| 0 \| 0 \| 10 \| 24 \| – \| 72 \| −48 \| 0Nedrykning til regional serie 1946-47 \| K: Kampe spillet, V: Vundne kampe, U: Uafgjorte kampe, T: Tabte kampe, Mf: Mål for, Mi: Mål imod, +/-: Måldifference, P: Point |                 |    |   |   |    |    |   |    |     |                                        |
| Nr | Hold            | K  | V | U | T  | Mf |   | Mi | +/- | P                                      |
| 1 | IFK Stockholm   | 10 | 9 | 0 | 1  | 62 | – | 21 | +41 | 18Oprykningsspil                       |
| 2 | IK Sirius       | 10 | 8 | 0 | 2  | 50 | – | 29 | +21 | 16                                     |
| 3 | Årsta SK        | 10 | 7 | 0 | 3  | 70 | – | 34 | +36 | 14                                     |
| 4 | Reymersholms IK | 10 | 4 | 0 | 6  | 54 | – | 62 | −8  | 8                                      |
| 5 | Djurgårdens IF  | 10 | 2 | 0 | 8  | 36 | – | 78 | −42 | 4                                      |
| 6 | IF Vesta        | 10 | 0 | 0 | 10 | 24 | – | 72 | −48 | 0Nedrykning til regional serie 1946-47 |

### Division II Södermanland
| \| Nr \| Hold \| K \| V \| U \| T \| Mf \| \| Mi \| +/- \| P \| \| -- \| ------------------- \| -- \| - \| - \| -- \| -- \| - \| --- \| ---- \| -------------------------------------- \| \| 1 \| Åkers IF \| 10 \| 7 \| 2 \| 1 \| 68 \| – \| 23 \| +45 \| 16Oprykningsspil \| \| 2 \| Värtans IK (O) \| 10 \| 7 \| 0 \| 3 \| 73 \| – \| 31 \| +42 \| 14 \| \| 3 \| Lilljanshofs IF (O) \| 10 \| 6 \| 1 \| 3 \| 52 \| – \| 31 \| +21 \| 13 \| \| 4 \| IFK Tumba \| 10 \| 5 \| 0 \| 5 \| 48 \| – \| 46 \| +2 \| 10 \| \| 5 \| Skuru IK (N) \| 10 \| 3 \| 1 \| 6 \| 31 \| – \| 32 \| −1 \| 7 \| \| 6 \| Stallarholmens SK \| 10 \| 0 \| 0 \| 10 \| 22 \| – \| 131 \| −109 \| 0Nedrykning til regional serie 1946-47 \| K: Kampe spillet, V: Vundne kampe, U: Uafgjorte kampe, T: Tabte kampe, Mf: Mål for, Mi: Mål imod, +/-: Måldifference, P: Point |                     |    |   |   |    |    |   |     |      |                                        |
| Nr | Hold                | K  | V | U | T  | Mf |   | Mi  | +/-  | P                                      |
| 1 | Åkers IF            | 10 | 7 | 2 | 1  | 68 | – | 23  | +45  | 16Oprykningsspil                       |
| 2 | Värtans IK (O)      | 10 | 7 | 0 | 3  | 73 | – | 31  | +42  | 14                                     |
| 3 | Lilljanshofs IF (O) | 10 | 6 | 1 | 3  | 52 | – | 31  | +21  | 13                                     |
| 4 | IFK Tumba           | 10 | 5 | 0 | 5  | 48 | – | 46  | +2   | 10                                     |
| 5 | Skuru IK (N)        | 10 | 3 | 1 | 6  | 31 | – | 32  | −1   | 7                                      |
| 6 | Stallarholmens SK   | 10 | 0 | 0 | 10 | 22 | – | 131 | −109 | 0Nedrykning til regional serie 1946-47 |

### Division II Syd
| \| Nr \| Hold \| K \| V \| U \| T \| Mf \| \| Mi \| +/- \| P \| \| -- \| -------------------- \| - \| - \| - \| - \| -- \| - \| -- \| --- \| ---------------- \| \| 1 \| UoIF Matteuspojkarna \| 8 \| 7 \| 1 \| 0 \| 57 \| – \| 20 \| +37 \| 15Oprykningsspil \| \| 2 \| IK Sleipner \| 8 \| 5 \| 1 \| 2 \| 37 \| – \| 22 \| +15 \| 11 \| \| 3 \| Norrköpings AIS \| 8 \| 4 \| 0 \| 4 \| 16 \| – \| 20 \| −4 \| 8 \| \| 4 \| IFK Norrköping \| 8 \| 3 \| 0 \| 5 \| 26 \| – \| 36 \| −10 \| 6 \| \| 5 \| BK Derby (O) \| 8 \| 0 \| 0 \| 8 \| 13 \| – \| 51 \| −38 \| 0 \| K: Kampe spillet, V: Vundne kampe, U: Uafgjorte kampe, T: Tabte kampe, Mf: Mål for, Mi: Mål imod, +/-: Måldifference, P: Point |                      |   |   |   |   |    |   |    |     |                  |
| Nr | Hold                 | K | V | U | T | Mf |   | Mi | +/- | P                |
| 1 | UoIF Matteuspojkarna | 8 | 7 | 1 | 0 | 57 | – | 20 | +37 | 15Oprykningsspil |
| 2 | IK Sleipner          | 8 | 5 | 1 | 2 | 37 | – | 22 | +15 | 11               |
| 3 | Norrköpings AIS      | 8 | 4 | 0 | 4 | 16 | – | 20 | −4  | 8                |
| 4 | IFK Norrköping       | 8 | 3 | 0 | 5 | 26 | – | 36 | −10 | 6                |
| 5 | BK Derby (O)         | 8 | 0 | 0 | 8 | 13 | – | 51 | −38 | 0                |

## Kvalifikation til Division I
I kvalifikationen til Division I spillede de syv puljevindere om fire pladser i Division I i den efterfølgende sæson. Holdene blev inddelt i to grupper med tre eller fire hold i hver, og i hver gruppe spillede holdene om to oprykningspladser.

### Gruppe 1
Gruppe 1 i kvalifikationen til Division I havde deltagelse af vinderne af Division II Øst, Syd og Västmanland. Holdene spillede om to oprykningspladser til Division I, og turneringen blev afviklet som en enkeltturnering alle-mod-alle. Efter de to første kampe var oprykkerne allerede fundet, så den sidste, betydningsløse kamp blev ikke spillet.
| \| Nr \| Hold \| K \| V \| U \| T \| Mf \| \| Mi \| +/- \| P \| \| -- \| -------------------- \| - \| - \| - \| - \| -- \| - \| -- \| --- \| --------------------------------- \| \| 1 \| UoIF Matteuspojkarna \| 1 \| 1 \| 0 \| 0 \| 9 \| – \| 2 \| +7 \| 2Oprykning til Division I 1946-47 \| \| 2 \| Västerås IK \| 1 \| 1 \| 0 \| 0 \| 4 \| – \| 1 \| +3 \| 2Oprykning til Division I 1946-47 \| \| 3 \| IFK Stockholm \| 2 \| 0 \| 0 \| 2 \| 3 \| – \| 13 \| −10 \| 0 \| K: Kampe spillet, V: Vundne kampe, U: Uafgjorte kampe, T: Tabte kampe, Mf: Mål for, Mi: Mål imod, +/-: Måldifference, P: Point |                      |   |   |   |   |    |   |    |     |                                   |
| Nr | Hold                 | K | V | U | T | Mf |   | Mi | +/- | P                                 |
| 1 | UoIF Matteuspojkarna | 1 | 1 | 0 | 0 | 9  | – | 2  | +7  | 2Oprykning til Division I 1946-47 |
| 2 | Västerås IK          | 1 | 1 | 0 | 0 | 4  | – | 1  | +3  | 2Oprykning til Division I 1946-47 |
| 3 | IFK Stockholm        | 2 | 0 | 0 | 2 | 3  | – | 13 | −10 | 0                                 |

### Gruppe 2
Gruppe i kvalifikationen til Division I havde deltagelse af vinderne af Division II Nord, Dalarserien, Vest og Södermanland. Holdene spillede om to oprykningspladser til Division I, og turneringen blev afviklet som et Page playoff, hvor opgørene blev afgjort i form af én eller to kampe.
De to puljevindere med højst pointantal i grundspillet, Forshaga IF og Åkers IF spillede i den første playoff-finale om den ene oprykningsplads. De to dårligste puljevindere, Brynäs IF og Hofors IK, spillede kvalifikation om at få lov til at møde taberen af den første playoff-finale i den anden playoff-finale om den anden oprykningsplads.

#### Første playoff-finale
I den første playoff-finale spillede de to puljevindere med højst pointantal i grundspillet, Forshaga IF og Åkers IF, om én oprykningsplads til Division I. Opgøret blev afviklet over to kampe, hvor summen af de to resultater gjaldt som det samlede resultat.
Åkers IF sikrede sig oprykning til Division I med en samlet sejr på 12-8, mens Forshaga IF fortsatte oprykningsspillet i den anden playoff-finale.
| Hjemmehold  | Udehold     | Resultat |
| ----------- | ----------- | -------- |
| Forshaga IF | Åkers IF    | 5–5      |
| Åkers IF    | Forshaga IF | 7–3      |

#### Kvalifikation
I kvalifikationen spillede de to dårligste puljevindere (dvs. de to hold med lavest pointantal i grundspillet), Brynäs IF og Hofors IK, om en plads i den anden playoff-finale om oprykning til Division I. Opgøret blev afviklet i form af én kamp, og med en sejr på 4-3 sikrede Hofors IK sig en plads i oprykningskampen.
| Hjemmehold | Udehold   | Resultat |
| ---------- | --------- | -------- |
| Brynäs IF  | Hofors IK | 3–4      |

#### Anden playoff-finale
I den anden playoff-finale spillede taberen af den første playoff-finale, Forshaga IF, mod vinderen af kvalifikationskampen, Hofors IK, om den sidste oprykningsplads til Division I. Opgøret blev afviklet over to kampe, hvor summen af de to resultater gjaldt som det samlede resultat.
Forshaga IF sikrede sig oprykning til Division I med en samlet sejr på 8-7.
| Hjemmehold  | Udehold     | Resultat |
| ----------- | ----------- | -------- |
| Hofors IK   | Forshaga IF | 4–3      |
| Forshaga IF | Hofors IK   | 5–3      |